# تكرار احتياطي (هندسة)

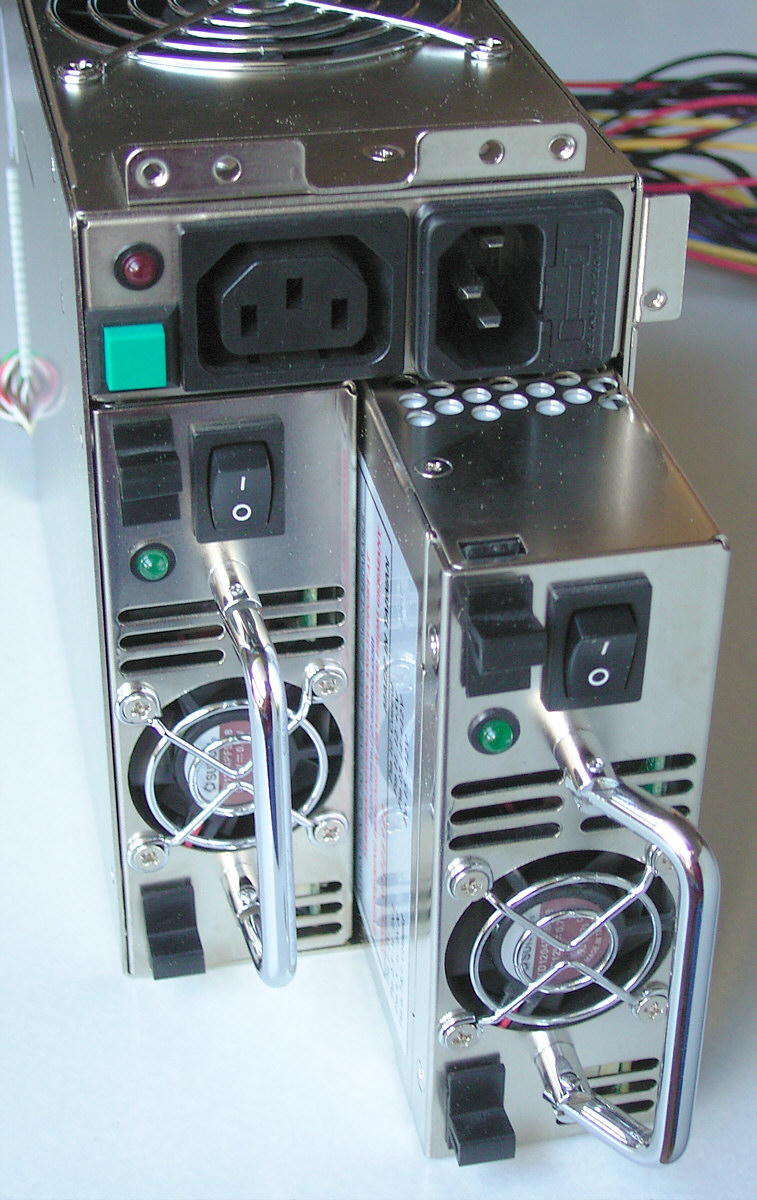
مورد طاقة احتياطي (زائد)

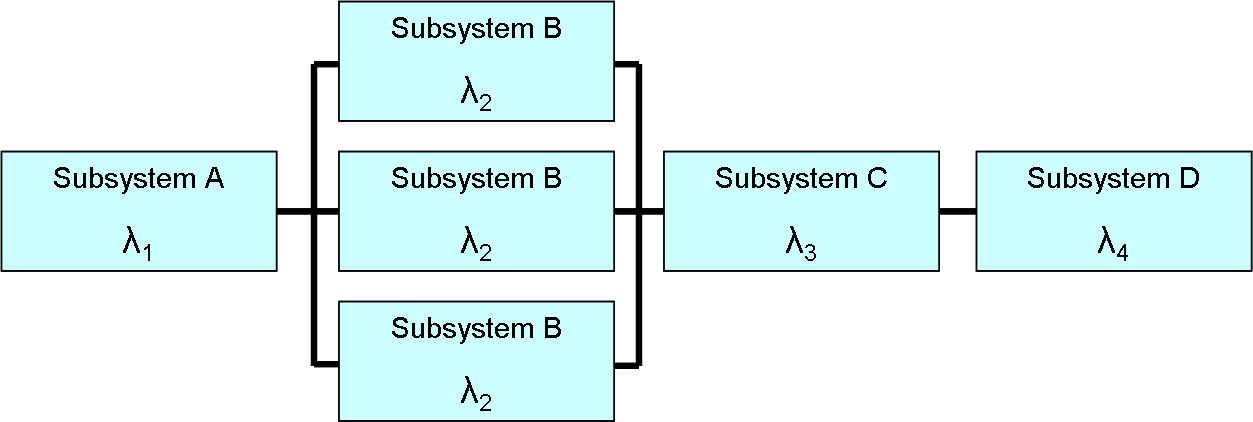
نظام فرعي احتياطي

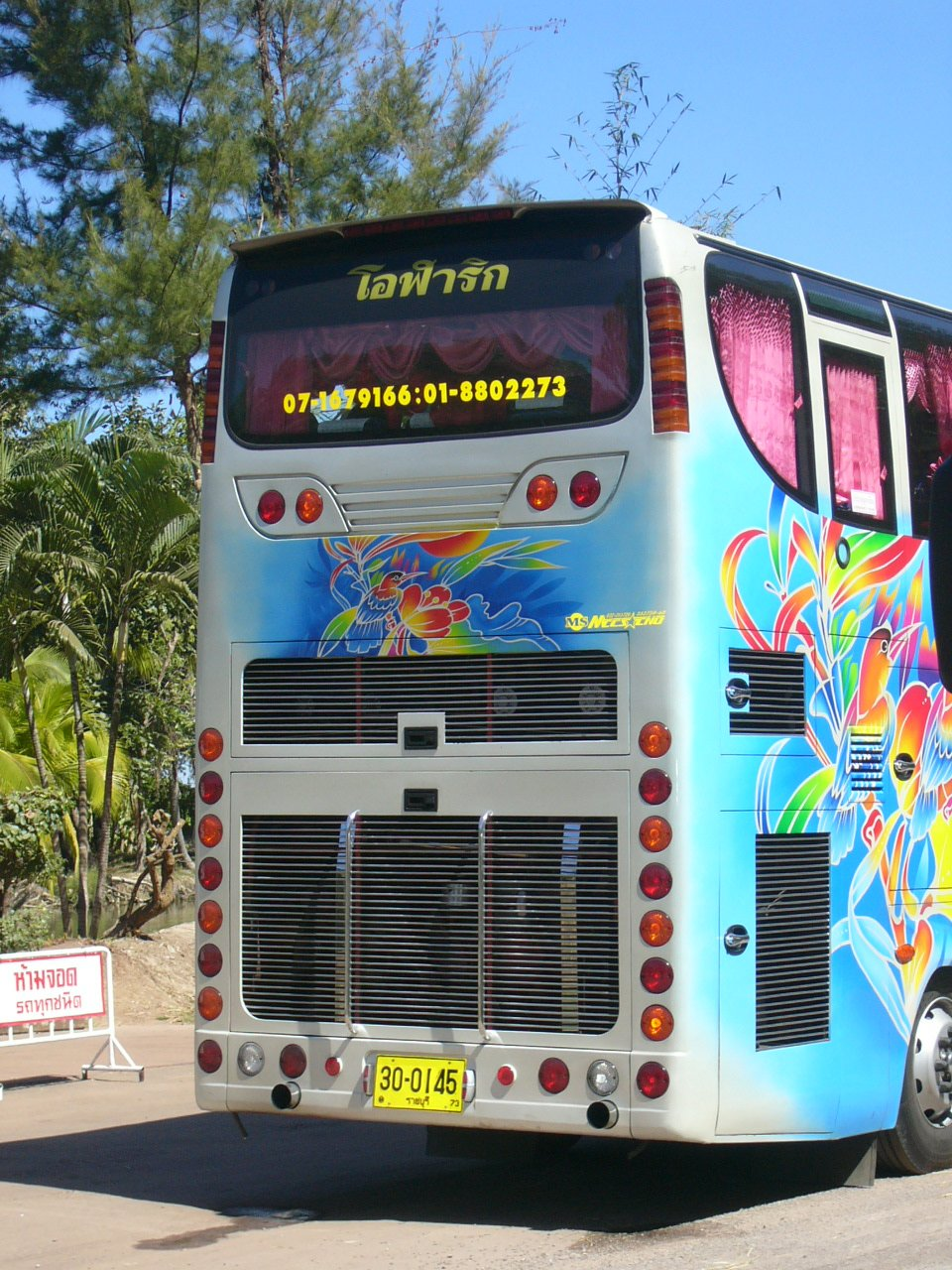
تركيب إضاءة خلفية احتياطية في حافلة سياحية تايلاندية

يشير مصطلح التكرار الاحتياطي أو الزيادة الاحتياطية في الهندسة ونظرية الأنظمة إلى التكرار المتعمد لبعض المكونات المادية أو البرمجية المهمة في نظام ما على سبيل الاحتياط، وذلك بهدف زيادة درجة الوثوق في هذا النظام، أو لتحسين الأداء الفعلي له.
يحدث في بعض الأحيان تكرار بعض أجزاء مكونات نظام التحكم لثلاث مرات، وذلك في العديد من أنظمة السلامة الحرجة، مثل أنظمة الطيران السلكي والأنظمة الهيدروليكية في الطائرات، وهو ما يسمى رسميًا بالتكرار المعياري الثلاثي، ويجب أن تفشل المكونات الثلاث قبل أن يفشل النظام ككل، ونظرًا لأن كل مكون من الثلاث مكونات المكررة نادرًا ما يفشل، وذلك لأنه يكون مصمما لمنع أنماط الفشل الشائعة (والتي يمكن بعد ذلك نمذجته كفشل مستقل)، فإن احتمالية فشل الثلاثة مكونات تكون صغيرة للغاية؛ وبالتالي تتجاوز عوامل الخطر الأخرى كالخطأ البشري.

تعد الكابلات المتكررة للجسر المعلق شكلاً من أشكال التكرار الاحتياطي.

يؤدي التكرار الاحتياطي في بعض الأحيان إلى ضعف في موثوقية النظام، وذلك لأن التكرار يخلق نظامًا أكثر تعقيدًا وأكثر عرضة للمشاكل، كما قد يؤدي إلى إهمال القائمين عليه أو زيادة متطلبات الإنتاج التي قد تجعله أقل أمانًا بسبب الضغط الزائد على النظام. 
يُمثل التكرار الاحتياطي أحد أشكال المتانة التي تُطبق في علوم الحاسوب. كما يُعتبر التكرار الجغرافي الاحتياطي (تكرار أماكن الخوادم في أكثر من منطقة جغرافية) أمر مهمًا في صناعة مراكز البيانات، وذلك لحماية البيانات من الكوارث الطبيعية أو عدم الاستقرار السياسي.

## أشكال التكرار الاحتياطي
يوجد في علوم الكمبيوتر أربعة أشكال رئيسية للتكرار الاحتياطي: 
- التكرار الاحتياطي للأجهزة: مرتين (التكرار المعياري الثنائي (المزدوج))، أو ثلاث مرات (التكرار المعياري الثلاثي)
- التكرار الاحتياطي للمعلومات: كشف الأخطاء وتصحيحها
- التكرار الاحتياطي للوقت: إجراء نفس العملية عدة مرات، مثل عمليات التنفيذ المتعددة لبرنامج ما، أو نسخ متعددة من البيانات المرسلة
- التكرار الاحتياطي للبرامج: برمجة متعددة الإصدار